# 塞爾韋拉新鎮
41°58′N 8°41′W / 41.967°N 8.683°W
塞爾韋拉新鎮（葡萄牙語：Vila Nova de Cerveira），是葡萄牙的城鎮，位於該國北部，由維亞納堡區負責管轄，始建於1321年，面積108.47平方公里，2011年人口9,253，人口密度每平方公里85.3人。

## 友好城市
- 法國 沙尼